# Santo Domingo de Pirón
Santo Domingo de Pirón è un comune spagnolo di 66 abitanti situato nella comunità autonoma di Castiglia e León.